# Земљино језгро
Земљино језгро је средишњи део Земљине унутрашњости које је изграђено од течног спољног дела и чврстог унутрашњег дела. На основу астрономских података (метеора) закључило се да је језгро метално и то највећим делом гвожђевито док су никл и неметали кисеоник, силицијум и сумпор незнатно присутни.
Кроз језгро пролазе само примарни сеизмички таласи. Секундарни сеизмички таласи (који се од примарних разликују и по томе што не пролазе кроз течну материју) не пролазе кроз језгро што се види по зони сенке која је знатно већа од зоне сенке примарних таласа. То указује да је спољни део језгра у течном стању или се барем понаша као течна материја.
Око 10% метеора је изграђено од гвожђа и врло мале количине никла. За метеоре се сматра да су делови нашег Сунчевог система па се сматра да би од таквих делова могла бити изграђена кора Земље, поготово што је преосталих 90% метеора изграђено од ултрабазичних стена од којих је изграђен и Земљин омотач.